# Beinn Chlianaig
Beinn Chlianaig är ett berg i Storbritannien.   Det ligger i kommunen Highland och riksdelen Skottland, i den nordvästra delen av landet, 700 km nordväst om huvudstaden London. Toppen på Beinn Chlianaig är 715 meter över havet, eller 97 meter över den omgivande terrängen. Bredden vid basen är 1,4 km.
Terrängen runt Beinn Chlianaig är huvudsakligen kuperad.Runt Beinn Chlianaig är det mycket glesbefolkat, med 2 invånare per kvadratkilometer. Närmaste större samhälle är Fort William, 19,6 km väster om Beinn Chlianaig. Omgivningarna runt Beinn Chlianaig är i huvudsak ett öppet busklandskap.